# Un garçon pas comme les autres (Ziggy)
Un garçon pas comme les autres (Ziggy) è una canzone in francese scritta da Luc Plamondon e Michel Berger per l'opera rock cyberpunk del 1978 Starmania. Céline Dion registrò una sua versione per il suo album Dion chante Plamondon. La canzone è stata pubblicata come secondo singolo commerciale in Francia nel luglio 1993 e divenne un successo raggiungendo la posizione numero due della classifica francese. Più tardi, il brano è stato incluso nelle raccolte album di Céline Dion come The Collector's Series, Volume One (2000) e On ne change pas (2005).

## Contenuti, pubblicazioni e successo commerciale
Il brano racconta la storia di un amore appassionato di una donna per un uomo gay, "Ziggy", interpretato originariamente da Éric Estève nel musical Starmania nel 1978.
Céline registrò una propria versione di questa canzone che fu adattata anche in inglese dall'autore premio Oscar Tim Rice. Il brano fu intitolato semplicemente Ziggy e fu incluso nella compilation Tycoon, pubblicata nel settembre 1992, il quale ottenne anche un disco di platino in Francia.
La Dion interpretò questa canzone durante i suoi concerti francofoni nei suoi tour dal 1994, inclusi il concerto allo Stade de France nel 1999 e il Taking Chances World Tour del 2008. Le versioni live di Un garçon pas comme les autres (Ziggy) fecero parte delle track-list degli album live della Dion: À l'Olympia (1994), Live à Paris (1996), Au cœur du stade (1999) e Céline une seule fois / Live 2013 (2014). Céline cantò il brano anche durante il suo Summer Tour 2016 e le date francesi del Celine Dion Live 2017.
La versione inglese di Un garçon pas comme les autres (Ziggy) ebbe molto successo in Francia, dove raggiunse la seconda posizione della classifica dei singoli più venduti e dove fu certificato disco d'oro per aver venduto 365 000 copie. Il singolo raggiunse la seconda posizione perché fu scavalcato dal numero uno Living on My Own (1993 Remix) di Freddie Mercury. Ziggy trascorse quasi un anno in classifica, incluse le sette settimane alla numero 2 e le 18 settimane in top ten, diventando il più grande successo di Céline Dion in Francia dal 1983, anno di D'amour ou d'amitié.

## Videoclip musicale
Per il singolo furono realizzati due videoclip musicali, uno per la versione francese e l'altro per quella inglese, entrambi simili. I videoclip sono stati diretti da Lewis Furey (marito e produttore dell'attrice/cantante québecchese Carole Laure). Il primo videoclip è stato incluso nella raccolta video della Dion, On ne change pas (2005). Il video musicale mostra Céline Dion seduta sugli spalti di uno stadio e desiderosa di un calciatore preoccupato per i compagni di squadra. Alla fine, si avvicina a quello che sembra essere un ragazzo in un pullover con un cappuccio in testa. Quando il cappuccio viene rimosso mentre si baciano, si rivela essere la Dion. Nel video Ziggy è interpretato dal modello Rodney Weber.

## Formati e tracce
CD Singolo Promo (Canada) (Sony Musique: CDNK 840)
1. Un garçon pas comme les autres (Ziggy) – 2:55 (testo: Luc Plamondon – musica: Michel Berger)

CD Singolo (Europa) (Epic: EPC 659275-1)
1. Ziggy (Extrait de l'album Tycoon) – 2:56 (testo: Plamondon, Tim Rice – musica: Berger)
2. Un garçon pas comme les autres (Ziggy) (Extrait de l'album Des mots qui sonnent) – 2:56 (testo: Plamondon – musica: Berger)

MC Singolo (Francia) (Epic: EPC 659275-4)
1. Ziggy (Extrait de l'album Tycoon) – 2:56 (testo: Plamondon, Rice – musica: Berger)
2. Un garçon pas comme les autres (Ziggy) (Extrait de l'album Des mots qui sonnent) – 2:56 (testo: Plamondon – musica: Berger)

## Classifiche

### Classifiche settimanali
| Classifica                         | Posizione massima |
| ---------------------------------- | ----------------- |
| Europa (Eurochart Hot 100 Singles) | 55                |
| Francia (SNEP)                     | 2                 |

### Classifiche decennali
| Classifica     | Posizione |
| -------------- | --------- |
| Francia (SNEP) | 21        |

## Crediti e personale
Personale
L'elenco di coloro che hanno contribuito alla realizzazione di Un garçon pas comme les autres (Ziggy) comprende musicisti e autori sia della versione inglese (traccia 1) sia di quella francese (traccia 2)
- Co-produttore (traccia 1) - Luc Plamondon, Tim Rice
- Co-produttore (traccia 2) - Michel Berger
- Musica di - Michel Berger
- Produttore (traccia 1) - Michel Berger
- Produttore (traccia 2) - René Angélil, Vito Luprano, Luc Plamondon
- Testi di (traccia 1) - Luc Plamondon, Tim Rice
- Testi di (traccia 2) - Luc Plamondon

## Cronologia di uscita
| Paese   | Data | Formato      |
| ------- | ---- | ------------ |
| Europa  | 1993 | CD           |
| Francia | 1993 | Musicassetta |